# Привич
Привич — село в Дмитровском районе Орловской области. Входит в состав Малобобровского сельского поселения.

## География
Расположено в 12 км к югу от Дмитровска на ручье Привичике, притоке Нессы. Высота над уровнем моря — 238 м.

## История
По данным 1649 года деревня Привич состояла из 6 дворов и была приписана к Балдыжскому острогу. Местные жители могли укрываться в этой крепости во время набегов крымских татар и должны были поддерживать её в обороноспособном состоянии. Упоминается среди селений Радогожского стана Комарицкой волости по переписи 1709 года. В 1714 году Привич становится селом: здесь был построен Введенский храм.
В XIX веке Привич был владельческим селом. По данным 1860 года здесь находилось имение Николая Ивановича Анциферова. Помещику принадлежали 15 дворов, в которых проживало 134 крепостных мужского пола (94 крестьянина и 40 дворовых). В 1866 году в селе было 29 дворов, проживали 342 человека (164 мужского пола и 178 женского), действовал православный храм и 11 маслобоен. К 1877 году число дворов увеличилось до 60, число жителей — до 560 человек. С 1861 года до конца 1880-х годов село входило в состав Малобобровской волости Дмитровского уезда Орловской губернии, затем — в составе Круглинской волости. В конце XIX века землёй в Привиче владели помещицы Анциферова и Оловенникова. В 1897 году в селе проживало 694 человека (326 мужского пола и 328 женского); всё население исповедовало православие. В начале XX века часть жителей Привича выселилась в посёлки Августовский, Дубовой, Лабунец, Лозовой, Россошка, Серебряный, Широкий и другие.
В 1926 году в селе было 116 хозяйств (в том числе 113 крестьянского типа), проживал 601 человек (283 мужского пола и 318 женского), действовали: школа 1-й ступени и пункт ликвидации неграмотности. В то время Привич входил в состав Круглинского сельсовета Круглинской волости Дмитровского уезда. Позднее передан в Малобобровский сельсовет. С 1928 года в составе Дмитровского района. В 1937 году в селе было 104 двора, действовала школа. Во время Великой Отечественной войны, с октября 1941 года по август 1943 года, Привич находился в зоне немецко-фашистской оккупации. По данным 1945 года в селе действовал колхоз имени Ворошилова.

## Введенский храм
В 1714 году в Привиче был построен деревянный храм, освящённый в честь Введения во храм Пресвятой Богородицы. В 1834 году по указанию владельца села, князя Александра Григорьевича Кушелева-Безбородко, было построено новое, каменное здание храма. Приход Введенской церкви состоял из села Привич и соседней деревни Круглое. В Государственном архиве Орловской области хранится единственная уцелевшая метрическая книга Введенского храма — за 1892 год.

## Население
| 1866 | 1877 | 1897 | 1926 | 1979 | 2002 | 2010 |
| ---- | ---- | ---- | ---- | ---- | ---- | ---- |
| 342  | ↗560 | ↗694 | ↘601 | ↘95  | ↘45  | ↘21  |

## Исторические фамилии
Друговы, Захаренко(вы), Ионичевы, Кондрашовы, Кузины, Кузнецовы, Музалёвы, Силаковы, Стёпочкины, Фомочкины и другие.

## Персоналии
- Ионичев, Пётр Григорьевич (1916—1941) — участник Советско-финской и Великой Отечественной войн, Герой Советского Союза.
- Музалёв, Дорофей Никитович (1923—1995) — советский педагог, Заслуженный учитель школы РСФСР (1962).